# Силинская-2
Силинская-2 — деревня в Верховажском районе Вологодской области.
Входит в состав Морозовского сельского поселения, с точки зрения административно-территориального деления — в Морозовский сельсовет.
Расстояние по автодороге до районного центра Верховажья — 33,5 км, до центра муниципального образования Морозово — 9,3 км. Ближайшие населённые пункты — Калитинская, Артемьевская, Харитоновская, Бушницкая, Островская.
По переписи 2002 года население — 9 человек.